# 巴克霍恩 (密蘇里州普瓦斯基縣)
巴克霍恩（英語：Buckhorn）是位於美國密蘇里州普瓦斯基縣的非建制地區。

## 地理
巴克霍恩所處的海拔為高於海平面338米（即1109英呎），而該地所採用的時區為UTC-6，即北美中部時區（CST）。同時該地設有夏令時間，為UTC-6調快一小時，即UTC-5（CDT）。